# Sain Records
Sain Records (валл. Sain — «звук») — уэльский лейбл звукозаписи, основанный в 1969 году в Кардиффе.
Изначально был домом для валлийскоязычного фолка, помогая ему прорваться на Британский рынок. Основателями лебла были музыканты Давид Ивэн и Хью Джонс, а также бизнесмен Брайан Морган Эдвардс. На сегодняшний день Sain Records — это самая крупная звукозаписывающая компания в Уэльсе, обладающая несколькими дочерними студиями. Одна из них — Rasal, специализируется на звукозаписи и продюсировании молодых групп, играющих в жанре инди-поп музыки. На Sain Records записываются исполнители фолка, рока, поп-музыки, кантри, рэпа и классической музыки.
Sain Records считается первой уэльской студией звукозаписи, независимой от других британских компаний.